# Руби (Барселона)
Руби (исп. и кат. Rubí) — муниципалитет в Испании, входит в провинцию Барселона в составе автономного сообщества Каталония. Муниципалитет находится в составе района (комарки) Вальес-Оксиденталь. Занимает площадь 33,44 км². Население — 73591 человек (на 2010 год). Расстояние до административного центра провинции — 30 км.
Покровителем города считается Святой Петр.

## История

#### Первые поселенцы
Первые археологические находки относятся к следам деятельности неандертальцев. Первые поселенцы появились в данной области в эпоху палеолита, в 90 000 году до н.э. Местный житель Франческ Маргенат обнаружил наконечники неандертальских стрел в Северном Руби в 1966-1977 гг. Самое раннее из обнаруженных поселений - это иберийское поселение Кан Фатхо, датируемое V-первой половиной II в. до н.э. Вокруг поселения были возведены стены и башни. Поселение располагалось неподалёку от важного торгового пути - Геркулесовой дороги.

#### Средние века
Первое письменное упоминание о Руби датируется 986 г. В источнике Руби назывался Rivo Rubeo - "Красной рекой". В поселении находилась церковь им. Св. Петра, построенная, скорее всего, в X веке. Оно было защищено замком Сен-Жени арабского происхождения, который был достроен также в X веке.
В 1233 г. Беренгер из Руби получил у короля Хайме I разрешение на постройку нового замка. Замок Сен-Жени был покинут и постепенно разрушался. Окончательно он был заброшен в 1361 г., когда семья Торельес - владельцы области согласно феодальному договору о "Дурных обычаях" - переехала в замок Руби. В 1383 г., Рамон де Торельес продал три "дурных обычая" - ременсу, экзоркию и кугусию - в обмен на верность крестьян ему и его потомкам. В 1394 г. Хуан I продал право на владение замком Хуану Тогоресу за 950 золотых флоринов, а также дал право местным жителям выбирать представителя своих интересов (т.н. батлля) в обмен на уплату общего налога. Первым королевским батллем Руби стал Пере де Шеркавин.

#### Новое и новейшее время
В 1824 г. в городе была построена первая фабрика. На протяжении XIX века город активно застраивался текстильными производствами.

Вот какое описание получил город в XIX в. в "Географическо-статистическо-историческом словаре Испании и ее заморских владений":
Местечко с провинциальным аюнтамьенто, территориальным судом, генерал-капитанством и барселонской епархией (в 3 лигах), судебный округом Террасса (в полутора лигах).
Расположен отчасти на равнине, а отчасти - на горе. Климат мягкий. Ветры, в основном, дуют с юга и с запада. Обычно здесь болеют перемежающимися и воспалительными лихорадками.
В городе 400 домов, 2 начальные школы, в которых учатся 100 учеников, которые платят обычную плату; приходская церковь (св. Петра), где служит диакон, с королевским рескриптом и из капитула святой соборной церкви, а также викарий.
Район граничит на севере с Таррасой; на востоке с Сан-Кугат-дель-Вальес; на юге с Папиолем и на западе с Кастельбисбалем. В получасе езды от города находится святилище, посвященное св.Муцио.
Почва среднего качества. Ее питает ручей, впадающий в р.Льобрегат. Этот ручей пересекает несколько дорог, ведущих в столицу и другие города региона. Почта из г. Тарраса приходит два раза в неделю.
Продукция: все виды зернобобовых и вина; здесь разводят зайцев, кроликов и куропаток.
Промышленность: коньячная фабрика, фабрика шелкопрядения, фабрика шерстяной пряжи, фабрика хлопка.
Население: 1816 душ.
Капитал, занятый в процессе производства: 5 639 753 реала.

Налоговая база: 140 976.
Ученик знаменитого архитектора Антонио Гауди Луис Мункунил построил жилой комплекс в стиле модерн на площади Пирсона в 1918 г. В том же году к городу была подведена железная дорога
В ходе гражданской войны в Испании жители Руби, как и других городов Каталонии, заняли сторону республиканцев. Город был взят франкистскими войсками 25 января 1939 г. практически без боя. В ходе военных действий было убито 3-4 человека.
В 1962 г. произошло одна из крупнейших природных катастроф в истории страны - наводнение в ночь на 25 сентября. 617 человек умерло или пропало без вести. В город прибыл Франко, пообещав "восстановить город и стереть память об этой ужасной ночи". Позже в память о трагедии был установлен монумент.
В наши дни Руби является одним из городов индустриального пояса Барселоны и самым индустриализированным городом Каталонии. В городе находятся 11 индустриальных полигонов и более 3000 фирм. 38% населения работают в данной сфере. В Руби находятся предприятия фирм Браун, Germans Boada, Continental Automotive Spain и многих других.

## Символика
Герб Руби выглядит следующим образом:
Обрезанный геральдический щит: верхняя часть червленая, на ней находятся два перекрещенных ключа с бородками наверху, смотрящими вниз. Золотой ключ расположен поверх серебряного. Нижняя часть золотая, с четырьмя червлеными полосами. Сверху находится настенная корона.
Герб был утвержден 2 апреля 1990 года и опубликован в официальном вестнике Женералитата Каталонии 11 числа того же месяца.

Флаг Руби выглядит следующим образом:
Широкий флаг с пропорциями два в высоту против трех в длину, красный. Желтая полоса проходит от верхнего левого угла к нижнему правому и пересекает белую полосу, которая идет от верхнего правого угла к нижнему левому. Ширина полос составляет 1/8 высоты ткани.
Флаг был опубликован в официальном вестники Женералитата Каталонии 14 мая 1990 года.

## Население
| Год  | Численность | Численность   |
| ---- | ----------- | ------------- |
| 1717 | 327         | [ 24 ]        |
| 1787 | 345         | [ 24 ]        |
| 1857 | 2995        | [ 24 ]        |
| 1860 | 3137        | [ 24 ]        |
| 1877 | 3831        | [ 24 ]        |
| 1887 | 3989        | [ 24 ]        |
| 1900 | 4400        | [ 24 ]        |
| 1910 | 4429        | [ 24 ]        |
| 1920 | 5239        | [ 24 ]        |
| 1930 | 6623        | [ 24 ]        |
| 1936 | 6730        | [ 24 ]        |
| 1940 | 6091        | [ 24 ]        |
| 1945 | 6221        | [ 24 ]        |
| 1950 | 6953        | [ 24 ]        |
| 1955 | 8001        | [ 24 ]        |
| 1960 | 9907        | [ 24 ]        |
| 1965 | 16 052      | [ 24 ]        |
| 1970 | 25 461      | [ 24 ]        |
| 1975 | 35 855      | [ 24 ]        |
| 1981 | 43 532      | [ 24 ]        |
| 1986 | 46 102      | [ 24 ]        |
| 1991 | 50 384      | [ 24 ]        |
| 2001 | 60 303      | [ 25 ]        |
| 2002 | 62 638      | [ 26 ]        |
| 2003 | 64 848      | [ 27 ]        |
| 2004 | 66 425      | [ 28 ]        |
| 2005 | 68 102      | [ 29 ]        |
| 2006 | 70 006      | [ 30 ]        |
| 2007 | 70 494      | [ 31 ]        |
| 2008 | 71 927      | [ 32 ]        |
| 2009 | 72 987      | [ 33 ]        |
| 2010 | 73 591      | [ 34 ]        |
| 2011 | 73 979      | [ 35 ]        |
| 2012 | 74 484      | [ 36 ]        |
| 2013 | 74 468      | [ 37 ]        |
| 2014 | 74 353      | [ 38 ]        |
| 2015 | 74 536      | [ 39 ]        |
| 2016 | 75 167      | [ 40 ]        |
| 2017 | 75 568      | [ 41 ]        |
| 2018 | 76 423      | [ 42 ] [ 43 ] |
| 2019 | 77 464      | [ 44 ]        |
| 2020 | 78 591      | [ 45 ]        |
| 2021 | 78 549      | [ 46 ]        |
| 2022 | 79 007      | [ 47 ]        |
| 2023 | 80 044      | [ 48 ]        |
| 2024 | 81 532      | [ 2 ]         |

## Транспорт
В Руби несколько видов общественного транспорта - железнодорожные дороги Каталонии (линия Барселона-Валлес), Серканиас (линия R8), автобусы. Также через муниципалитет проходят автомагистрали AP-7, С-16 и другие.

## Праздники

### Фиеста майор имени св.Петра
Празднование фиесты майор проходит в ближайшие к 29 июня выходные. 29 июня - это день святого Петра, покровителя города. Во время праздника проводятся прегон, месса, пассакалья, цыганский бал, шерикалья, салюты и многое другое. Данный праздник проводится с древних времен, когда друзья и родственники встречались на молитве, а затем шли праздновать. Особенный интерес представляет цыганский бал, на котором выступают танцоры традиционных каталонских танцев региона Вальес под музыку коблы.

### Фиеста майор имени св.Роха
Данный праздник зародился во Франции в XIV веке. Изначально он праздновался как день излечения от чумы. Позднее, в середине XVI века, жители Руби стали проводить ежегодную мессу в этот день, так как к этому моменту фермеры уже закончили помол муки, но еще не приступили к работе на виноградниках. В 1854 г. в Руби было основано братство взаимопомощи имени св. Роха., которое проводило мессу, а затем шло с процессией по улицам города. Уже к 1933 г. местная пресса писала об этом празднике как о второй фиесте майор в регионе. Во время праздника проводится выступление огненных зверей (Trobada de bèsties de foc), демонстрация гигантов Каталонии, ночные танцы и многое другое.

### Праздники на улице св.Иакова
Улица святого Иакова - одна из старейших улиц города. Первое празднование отмечено около 1845 г., после того, как половина улицы Сан-Кугат стала относиться к муниципалитету Руби. Жители улицы устроили праздник в честь этого события. Во время праздника улица украшается различными тематическими украшениями.

## Административное деление
Муниципалитет разделен на четыре района.
Район I, в который входят урбанизации на северо-западе Руби:
- Сан Мук
- Кастельноу
- Кан Мир
- Кан Сола

Район II, в который входят урбанизации и районы на западном берегу реки. В район включены следующие районы:
- Кан Фатхо
- Парк Сан Жорди
- Плана дель Кастель

А также следующие урбанизации:
- Кан Серрафосса
- Эльс Аветс
- Ла Перла дель Вальес
- Кан Шимелис

Район III, в который входят южные районы города:
- Кан Альзамора
- Лес Торрес
- 25 де сетембре
- Прогрес
- Кан Вальонрат

Район IV, разделенный на три части:
- Первая, куда входит центр Руби, Каск Антик, Аюнтамьенту, Жутжатс, Зона Атенеу
- Вторая, куда входят Зона Норд, Ла Серрета, Кан Ориол, Кан Росес
- Третья, куда входят Зона Эль Селлер, Рынок, Маристес, Зона Инем

Также в муниципалитете находятся четыре промышленных полигона:
- Ла Льяна (на северо-западе)
- Кан Росес, Ла Бастида (на северо-востоке)
- Кан Пи де Вильярок, Кан Харди, Руби Суд, Кова Солера (на юге)
- Кан Сан Жоан де Руби (на западе)

## Достопримечательности
В Руби находится ряд достопримечательностей, к примеру:
- Церковь им. Святого ПетраЗамок Руби
- Кооперативная винодельня
- Церковь им. Святого Петра
- Комплекс зданий в стиле модерн на ул. Чиле
- Этнографический музей Вальонрат

## Города-побратимы
- Калаорра, Испания
- Бойерос, Куба
- Клиши, Франция
- Окоталь, Никарагуа
- Пудауэль, Чили
- Дайра де Гельта, Западная Сахара